# Csopak megállóhely
Csopak megállóhely a MÁV által üzemeltetett vasúti megállóhely a Veszprém vármegyei Csopak településen. A település központi részén helyezkedik el, közvetlenül a 71-es főút mellett.

## Vasútvonalak
A megállóhelyet az alábbi vasútvonalak érintik:
- Börgönd–Szabadbattyán–Tapolca-vasútvonal

## Kapcsolódó állomások

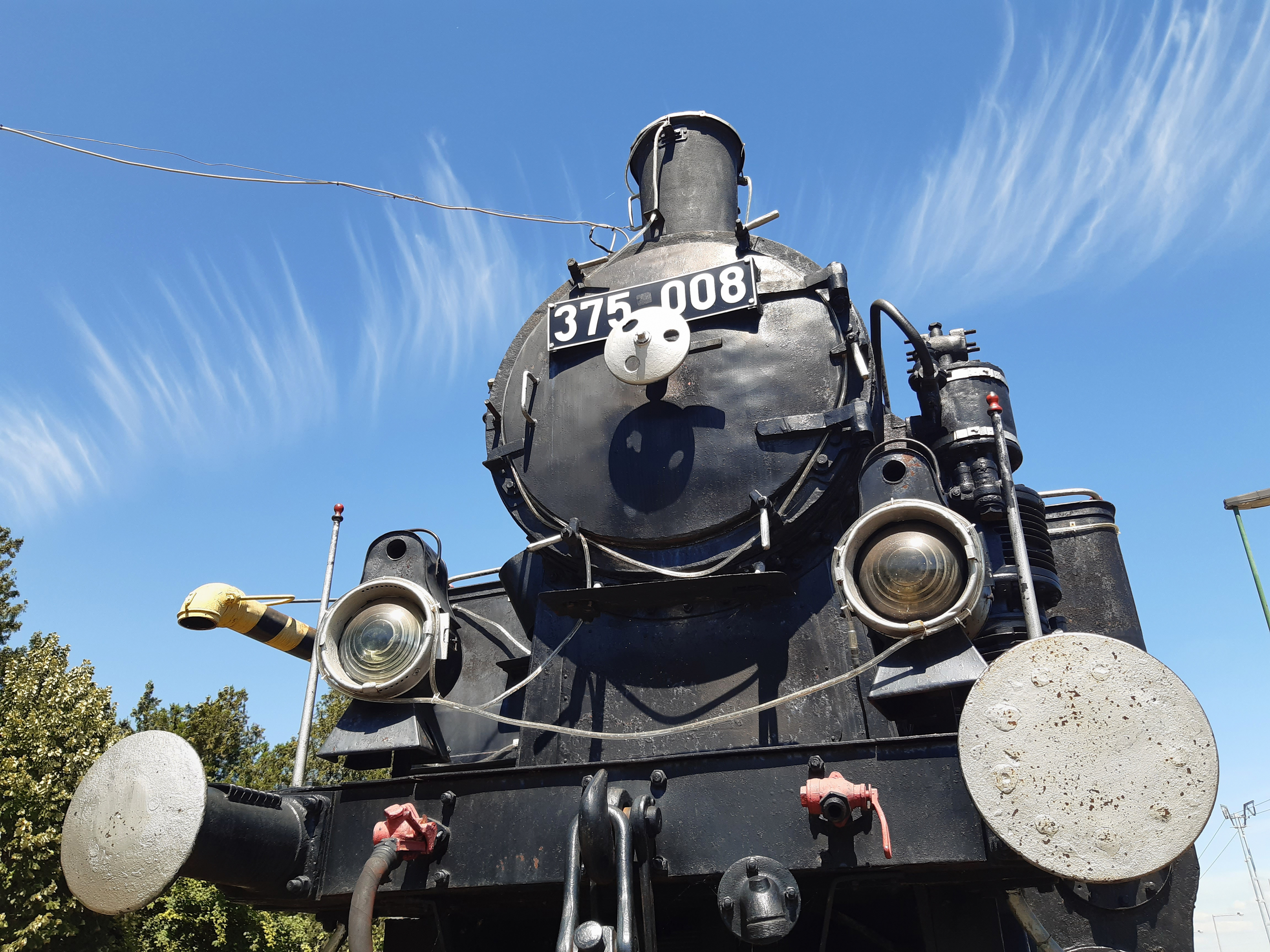
MÁV 375 sorozatú szobormozdony az állomáson

A megállóhelyhez az alábbi állomások vannak a legközelebb:
- Alsóörs vasútállomás (Börgönd–Szabadbattyán–Tapolca-vasútvonal)
- Balatonarács megállóhely (Börgönd–Szabadbattyán–Tapolca-vasútvonal)

## Forgalom
| Járat              | Útvonal | Gyakoriság                 |
| ------------------ | --- | -------------------------- |
| személyvonat       | Székesfehérvár – Maroshegy – Szabadbattyán – Polgárdi-Ipartelepek – Polgárdi – Füle – Balatonfőkajár felső – Csajág – Balatonakarattya – Csittényhegy – Balatonkenese – Balatonfűzfő – Balatonalmádi – Káptalanfüred – Alsóörs – Csopak – Balatonarács – Balatonfüred – Aszófő – Örvényes – Balatonudvari – Fövenyes – Balatonakali-Dörgicse – Zánka-Erzsébettábor – Zánka-Köveskál – Balatonszepezd – Szepezdfürdő – Révfülöp – Balatonrendes – Ábrahámhegy – Badacsonyörs – Badacsonytomaj – Badacsony – Badacsonylábdihegy – Badacsonytördemic-Szigliget – Nemesgulács-Kisapáti – Tapolca | Napi 1 pár (Kivéve nyáron) |
| személyvonat       | Székesfehérvár – Maroshegy – Szabadbattyán – Polgárdi-Ipartelepek – Polgárdi – Füle – Balatonfőkajár felső – Csajág – Balatonakarattya – Csittényhegy – Balatonkenese – Balatonfűzfő – Balatonalmádi – Káptalanfüred – Alsóörs – Csopak – Balatonarács – Balatonfüred | 2 óránként                 |
| személyvonat       | Balatonfüred → Balatonarács → Csopak → Alsóörs → Káptalanfüred → Balatonalmádi → Balatonfűzfő → Balatonkenese → Csittényhegy → Balatonakarattya → Csajág → Balatonfőkajár felső → Füle → Polgárdi → Polgárdi-Ipartelepek → Szabadbattyán → Maroshegy → Székesfehérvár → Velence → Budapest-Kelenföld → Budapest-Déli | Napi 1 Budapest felé       |
| sebesvonat         | Budapest-Déli – Budapest-Kelenföld – Székesfehérvár – Balatonakarattya – Balatonkenese – Balatonfűzfő – Balatonalmádi – Alsóörs – Csopak – Balatonfüred – Aszófő – Örvényes – Balatonudvari (– Fövenyes) – Balatonakali-Dörgicse – Zánka-Erzsébettábor – Zánka-Köveskál – Balatonszepezd (– Szepezdfürdő) – Révfülöp – Balatonrendes – Ábrahámhegy – Badacsonyörs – Badacsonytomaj – Badacsony – Badacsonylábdihegy – Badacsonytördemic-Szigliget – Nemesgulács-Kisapáti – Tapolca | 2 óránként                 |
| sebesvonat         | Tapolca → Badacsonytördemic-Szigliget → Badacsony → Badacsonytomaj → Ábrahámhegy → Révfülöp → Balatonszepezd → Zánka-Köveskál → Balatonakali-Dörgicse → Balatonudvari → Aszófő → Balatonfüred → Csopak → Alsóörs → Balatonalmádi → Balatonfűzfő → Balatonkenese → Balatonakarattya → Székesfehérvár → Budapest-Kelenföld → Budapest-Déli | Napi 1 Budapest felé       |
| Vízipók sebesvonat | Budapest-Déli – Budapest-Kelenföld – Székesfehérvár – Balatonakarattya – Csittényhegy – Balatonkenese – Balatonfűzfő – Balatonalmádi – Káptalanfüred – Alsóörs – Csopak – Balatonarács – Balatonfüred | Nyáron 2 óránként          |
| Katica InterRégió  | Budapest-Déli – Budapest-Kelenföld – Székesfehérvár – Maroshegy – Szabadbattyán – Polgárdi-Ipartelepek – Polgárdi – Füle – Balatonfőkajár felső – Csajág – Balatonakarattya – Csittényhegy – Balatonkenese – Balatonfűzfő – Balatonalmádi – Káptalanfüred – Alsóörs – Csopak – Balatonarács – Balatonfüred | Nyáron 2 óránként          |